# كريستينا بيبر
كريستينا بايبر (1673 في ستوكهولم – 1752 في قلعة كراجهولم، سكونا)، كانت كونتيسة سويدية ومالكة أراض ورائدة أعمال، متزوجة من رجل الدولة والكونت العسكري كارل بايبر. خلال فترة عمل زوجها في المنصب، لعبت دورًا سياسيًا كبيرًا. أصبحت كريستينا بايبر معروفة في التاريخ كمالك للأرض وباني. تُعرف بأنها واحدة من أنجح رائدات الأعمال في الدول الاسكندنافية المعاصرة ، وواحدة من أعظم شركات البناء في تاريخ سكانيا.

## سيرتها الشخصية

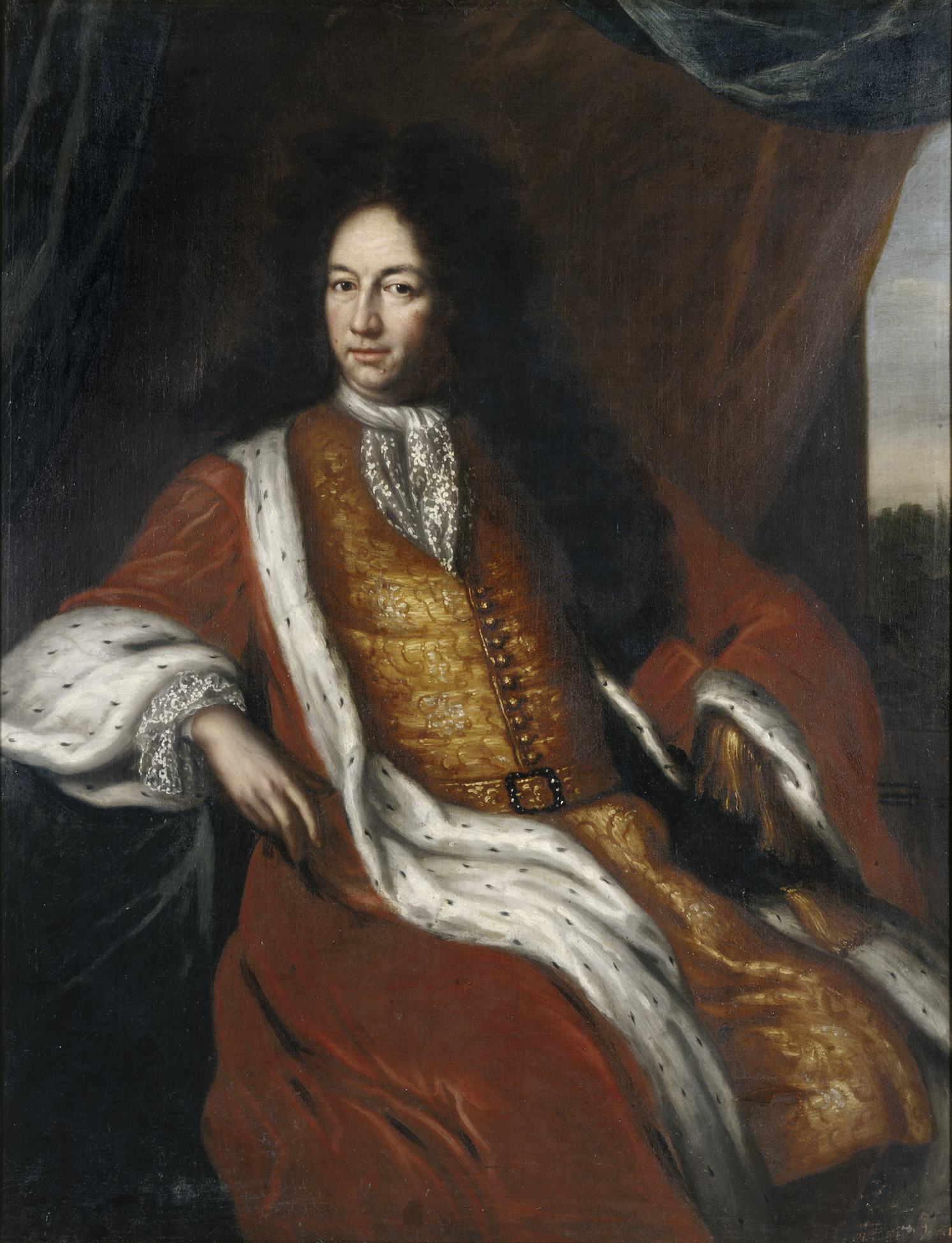
كارل بيبر

ولدت كريستينا للتاجر الثري والمسؤول بالمدينة أولوف هانسون تورن ومارجريتا أندرسن. تم تكريم والدها باسم Törnflycht في عام 1698، ولكن عندما تزوجت قبل ثماني سنوات من ذلك، لم ترتدي هذا الاسم أبدًا. في 13 فبراير 1690، تزوجت من المسؤول الملكي كارل بايبر، الذي كان يكبرها 26 عامًا وزوج والدها. تم ترتيب الزواج لأسباب اقتصادية: كان زوجها بحاجة إلى أموال، وكقريب له حياة مهنية جيدة (تم تكريمه خلال مسيرته المهنية في الخدمة الملكية) كان يُنظر إليه على أنه رصيد جيد يجب الاحتفاظ به في العائلة. كان للزوجين ثمانية أطفال.

## نشاطها السياسي
في عام 1697، تم تعيين زوجها statsråd وفي العام التالي بارون وكونت، وأصبح من الواضح أنه قد حل محل بينجت غابريلسون أوكسنستيرنا باعتباره الأكثر تفضيلًا لمستشاري الملك، وهو المنصب الذي احتفظ به حتى عام 1709. كالمعتاد بالنسبة لزوجة سياسي في ذلك الوقت، أعطى ذلك كريستينا بايبر دورًا مؤثرًا، حيث كان يُنظر إليها على أنها قناة محتملة لزوجها، وبدأت في استضافة حفلات الاستقبال والمشاركة في الحياة القضائية، حيث كانت محاصرة. من قبل الدبلوماسيين والمتوسلين الذين يحاولون الوصول إلى زوجها (ومن خلاله الملك) من خلالها. خلال القرن الثامن عشر الميلادي، لعبت كريستينا بايبر وكارل بايبر دورًا مماثلاً مثل ماغدالينا ستينبوك وبينجت غابريلسون أوكسنستيرنا في ثمانينيات وتسعينيات القرن التاسع عشر، وكذلك دور مارغريتا جيلينستيرنا وأرفيد هورن في عشرينيات وثلاثينيات القرن الثامن عشر: دور زوجين يعملان كزملاء سياسيين.  اكتسب كارل وكريستينا بايبر سمعة سيئة السمعة من قبل معاصريهما بسبب الفساد بسبب الرشاوى. يشار إلى أن كارل بايبر كان يُعرض عليه الهدايا في كثير من الأحيان مقابل تقديم توصيات للملك نيابة عن الدبلوماسيين والمتوسلين، وهو أمر لم يكن غريباً في تلك الفترة، لكنه رفض عادةً قبول الهدايا. ومع ذلك، فقد قبل بل وشجع مقدمي الالتماسات على تقديم هدايا لزوجته: ثم تقدم له التوصيات نيابة عن مقدمي الالتماس، بنجاح في كثير من الأحيان.  لم تكن هذه طريقة غير معتادة للمسؤولين المعاصرين - فقد فعل أسلافهم كزوجين في السلطة السياسية، بينغت أوكسنستيرنا وماغدالينا ستينبوك، نفس الشيء في الواقع - وقد يكون أحد الأسباب التي دفعتهم إلى منحهم مثل هذه السمعة السيئة بسبب ذلك. حقيقة أنهم، كونهم أعضاء في عائلة نبيلة تم تكريمهم مؤخرًا، كانوا مستائين من قبل النبلاء الأكبر سنًا باعتبارهم مبتدئين.
في عام 1700، غادر كارل بايبر السويد في حاشية تشارلز الثاني عشر للمشاركة في حرب الشمال العظمى، وترك كريستينا مسؤولة عن شؤون الأسرة. زارته في مقر الجيش السويدي في مناسبتين: الأولى في Rawicz عام 1705، والمرة الثانية في Altranstädt عام 1707. في زيارتها الأولى ، استقبلتها الملكة البولندية كاثرين أوبالينسكا وقدمت إلى البلاط البولندي في قلعة ريدزينا . كان كارل بايبر يفكر في زيارة السويد من أجل صحته، حيث كان مريضًا في ذلك الوقت ، لكنها أقنعته بالبقاء. خلال زيارتها الثانية، في عام 1707، اتصل جون تشرشل ، دوق مارلبورو الأول ، بكارل بايبر ، وزُعم أنه عرض عليه معاشًا مقابل نصح تشارلز الثاني عشر بمهاجمة روسيا. بعد معركة بولتافا، التي أصبحت كارثية للسويد، تم إلقاء اللوم على كارل بايبر لأنه تسبب في النهاية في الهزيمة بإقناع تشارلز الثاني عشر للغزو السويدي لروسيا بعد أن رشوة مارلبورو. نفى كارل بايبر قبوله الرشوة ، لكنه اعترف بأنه قبل هدية من قرطين ثمينين من الدوق لزوجته كريستينا بايبر ، التي اعترفت أيضًا بقبولها ، لكنها أنكرت أنها فعلت ذلك على سبيل الرشوة. في طريق عودتها إلى المنزل ، اصطحبها أمير فورتمبيرغ وحاشيته الكبيرة ، وزارت برلين ، حيث استقبلها ملك بروسيا والبلاط الملكي البروسي. وأثناء زيارتها، أزيل تمثال يحتفل بالنصر البروسي على السويديين في معركة فيربلين بعد أن أعربت عن عدم إعجابها به، وأعطتها سوارًا لامعًا كهدية من الملك. بالعودة إلى السويد، شاركت في الحياة القضائية، حيث كانت عضوًا في المجموعة التي تتكون منها، أرفيد هورن، وكاهن الملكة الأرملة مولين، وبيتا سباري، ومارتا بيرينديز التي طردت آنا كاتارينا فون بارفيلت المفضلة من المحكمة من خلال تشكيل تحالف مع Carl Gyllenstierna.
في معركة بولتافا 1709، نُقل كارل بايبر كسجين إلى روسيا ، حيث ظل حتى وفاته بعد سبع سنوات. عندما وصلت الأخبار الكارثية لهزيمة السويد إلى العاصمة ستوكهولم، اندلع الذعر وأفرغ البنك: تم إلقاء اللوم على كارل بايبر لأنه أقنع الملك بمهاجمة روسيا ، ووفقًا لتقارير المبعوثين الدنماركيين والفرنسيين، فإن كريستينا بايبر كانت كذلك. هوجمت من قبل حشد وأجبر على الفرار من العاصمة. تمكنت من المفاوضات مع الحكومة لمقايضة زوجها بالسجناء الروس في السويد ، لكنها لم تنجح. وفقًا للشائعات المعاصرة غير المؤكدة، لم تكن ترغب في عودته، لأنها كانت تحب الاستقلال الذي كانت تتمتع به في غيابه. توفي كارل بايبر في أسره في روسيا عام 1716: أعيد إلى وطنه عام 1718، ودُفن أخيرًا في عام 1719.

## حياتها اللاحقة
بعد القبض على زوجها، فقدت كريستينا بايبر كل تأثيرها على شؤون الدولة: لم تكن تحظى بشعبية في العاصمة، ولم تكن علاقاتها ذات فائدة بعد سقوط كارل بايبر. لبقية حياتها، كرست نفسها لمنصبها بصفتها الأم المحترمة لعائلتها، وشؤونها كمالك رئيسي للأرض، وسافرت بين ممتلكاتها، حيث استقرت في قلعة كراجهولم في سكانيا. استغلت منصبها كمالك للأرض للتأثير على السياسات المحلية، وأصبحت شخصية مهمة في الاقتصاد الوطني: كانت واحدة من أعظم الممولين لحرب الشمال العظمى. بعد وفاة ابنتها شارلوتا (ت 1727)، أصبحت الأم الحاضنة لأحفادها: إيفا شارلوتا ونيلز آدم وكريستينا صوفيا (أصغرهم كانت والدة ماجدالينا رودنشولد ).
في عام 1712، انتقلت من العاصمة إلى عقاراتها في سكانيا بسبب التكاليف. حصلت على قدر كبير من العقارات الإضافية لتلك التي كانت تمتلكها بالفعل، وأصبحت تُعرف بأهم شركة بناء في تاريخ سكانيا. امتلكت وأدارت عقارات قلعة Sturefors وقلعة Krageholm وBjörnstorp وOstra Torup. في عام 1725، استحوذت على Andrarum وعقارتها، والتي جعلتها أكبر منتج لشبة Alum في سكانيا، مع 900 موظف. أنشأت مدارس ودور تقاعد وسجن ومحكمة ومستشفيات لموظفيها ؛ كان لديها أيضًا مصنع للعملات المعدنية، ينتج عملات معدنية بختم الأحرف الأولى من اسمها "CP" ، والتي كان من الممكن استخدامها فقط في المحلات التجارية في منزلها. على هذه الحوزة، قامت ببناء قلعة كريستينهوف (1740). كما أسست كريستينا بايبر ستة عقارات تسمى "fideikomiss"، والتي لا يمكن بيعها ولكن يمكن توريثها فقط.

## قراءة معمقة
Christina Piper at Svenskt kvinnobiografiskt lexikon